# Гонсалес Веласкес, Антонио
Антонио Гонсалес Веласкес (исп. Antonio González Velázquez; 2 июля 1723, Мадрид — 18 января 1793 или 18 января 1794, Мадрид) — испанский художник. 

## Биография
Родился в 1723 году в Мадриде в семье скульптора Пабло Гонсалеса Веласкеса. В 1747 получил от Академии Сан-Фернандо образовательный грант для поездки в Рим, где учился в мастерской Коррадо Джаквинто и уже в следующем году принял участие в росписи церкви Сантиссима-Тринита-дельи-Спаньоли, принадлежавшей испанской ветви монашеского ордена тринитариев.
В 1752 году художник вернулся в Испанию, где вскоре принял участие в росписи храма одного из монастырей Мадрида и купола капеллы базилики Нуэстра-Синьора-дель-Пилар в Сарагосе, а также в росписи интерьеров Королевского дворца в Мадриде. В 1757 году Гонсалес Веласкес получил звание придворного художника, а в 1765 году стал ректором Академии Сан-Фернандо. Среди его учеников были Мариано Сальвадор Маэлья, за которого он выдал свою дочь, и собственный сын, Закариас Гонсалес Веласкес.
Как художник, Гонсалес Веласкес в основном специализировался на создании религиозных и мифологических стен во дворцах и соборах. Он также выполнил многочисленные эскизы для мадридской Королевской фабрики гобеленов.
Антонио Гонсалес Веласкес скончался в Мадриде в 1793 году. На посту ректора академии его сменил сперва Франсиско Байеу (1793—1795), а затем зять, Мариано Сальвадор Маэлья (1795—1798).

## Галерея
- Портрет аристократа Педро Пабло де Алькантара
- Прорк Самуил помазывает Давида на царство вместо Саула
- Аллегория ордена Золотого Руна
- Святые Ипполит, Таурин и Эрколан.
- Поклонение волхвов
- Поклонение пастухов